# Келінешть (Прахова)
Келінешть, Келінешті (рум. Călinești) — село у повіті Прахова в Румунії. Входить до складу комуни Флорешть.
Село розташоване на відстані 69 км на північ від Бухареста, 21 км на північний захід від Плоєшті, 71 км на південь від Брашова.

## Населення
За даними перепису населення 2002 року у селі проживали 414 осіб, усі — румуни. Усі жителі села рідною мовою назвали румунську.